# Revalsten
Revalsten (estniska: Tallinna madal, tyska: Revalstein) är ett undervattensgrund på 2,5 meters djup på estniskt territorialvatten i Finska viken. Grundet är beläget cirka 14 km norr om ön Ulfsö (Aegna), 30 km norr om Tallinn och 51 km söder om Helsingfors. Sydväst om Revalsten ligger Ragnhildsgrundet (Uusmadal) på 9 km avstånd och Nargö (Naissaar) på 17 km avstånd.
På Revalsten står sedan 1970 ett fyrtorn (Tallinna madala tuletorn) av kassuntyp. 

### Fotnoter
1. ↑  Kohanimeregister, läst: 5 april 2018.[källa från Wikidata]
2. ↑  Tallinna Madal hos Geonames.org (cc-by); post uppdaterad 2012-01-17; databasdump nerladdad 2015-09-05